# Friedrich Burgmüller

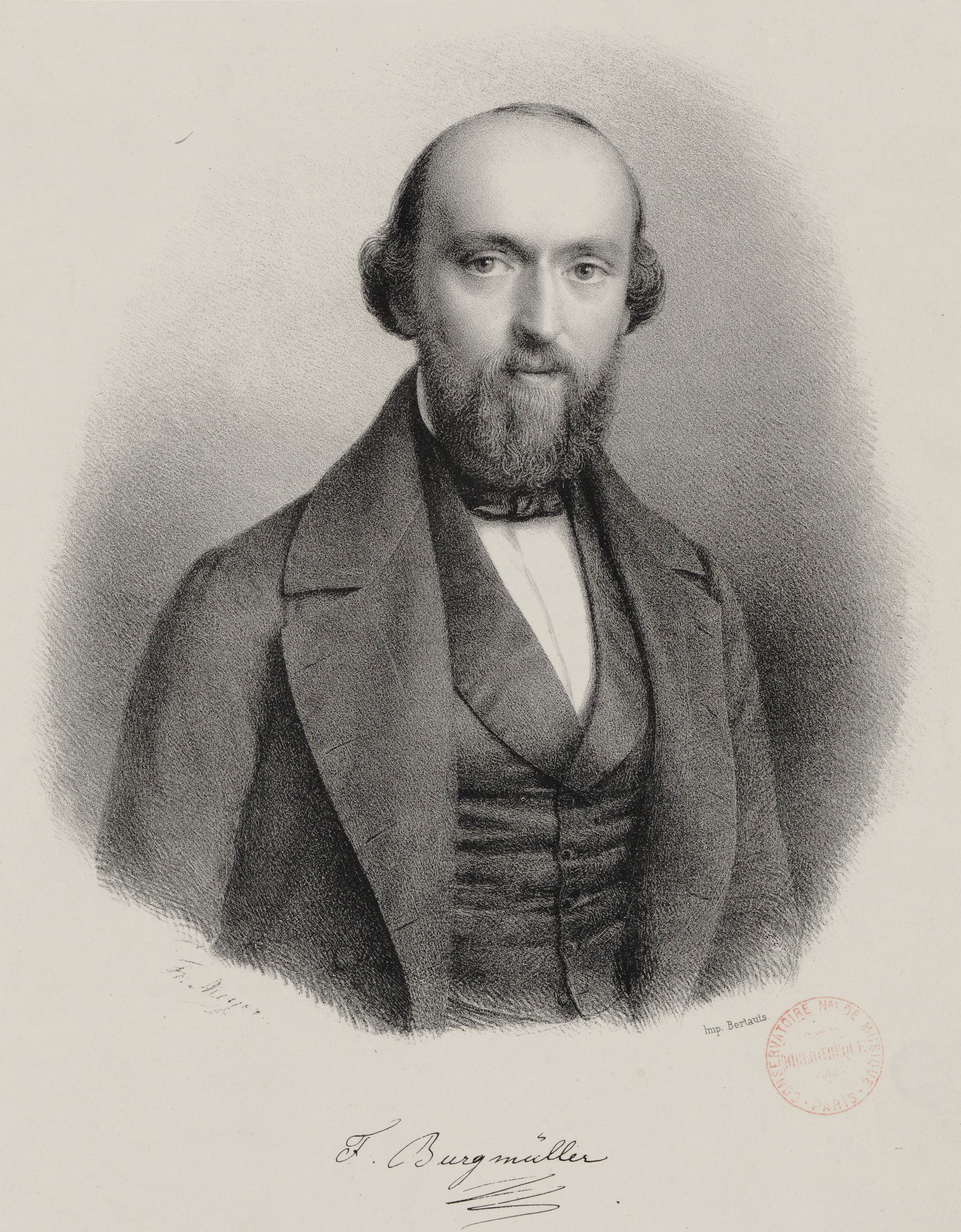
Friedrich Burgmüller, Lithographie, um 1840

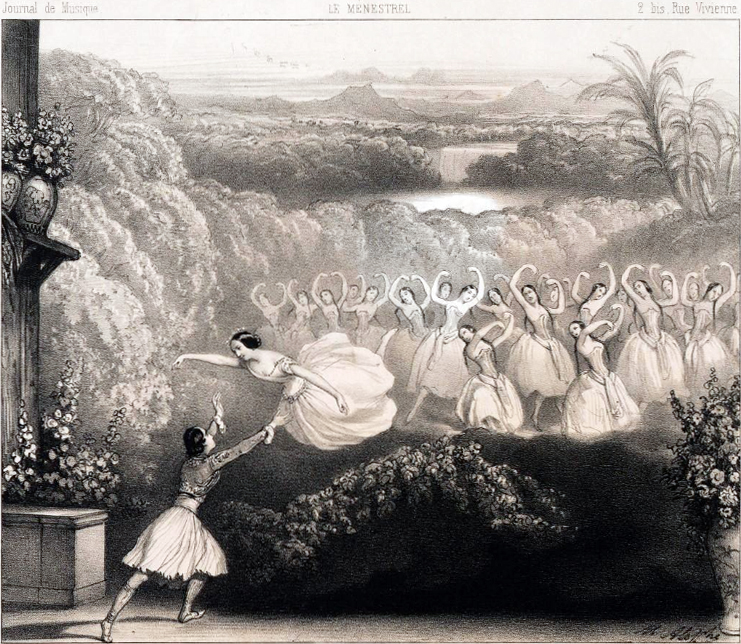
Lithographie von Marie-Alexandre Alophe zum Ballett La Péri

Johann Friedrich Franz Burgmüller, auch Frédéric Burgmüller genannt (* 4. Dezember 1806 in Regensburg; † 13. Februar 1874 in Beaulieu bei Marolles-en-Hurepoix, Département Essonne), war ein deutscher Komponist.

## Leben
Burgmüller entstammte einer musikalischen Familie. Sein Vater Friedrich August Burgmüller wirkte als Musiklehrer, Komponist, Kapellmeister und später als Musikdirektor in Düsseldorf, seine Mutter Therese von Zandt war wahrscheinlich Mitarbeiterin der in Leipzig publizierten Allgemeinen Musikalischen Zeitung. Sein jüngerer Bruder Norbert Burgmüller war ebenfalls Komponist.
Bereits 1807 kam Burgmüller mit seiner Familie nach Düsseldorf, wo er seine Jugendjahre verbrachte. Nach dem Tode des Vaters 1824 verließ er die Stadt und wirkte fortan im Raum Basel, Straßburg und Mülhausen, um schließlich 1834 in Paris ansässig zu werden. 
Im September 1842 wurde ihm die französische Staatsbürgerschaft verliehen.

## Werke
Friedrich Burgmüller komponierte fast ausschließlich leicht spielbare Werke für Klavier. Hervorzuheben sind seine Klavieretüden für junge Pianisten, die noch heute geschätzt werden (25 leichte Etüden op. 100). Er komponierte auch 180 melodische Klavierstücke nach bekannten Werken für Klavieranfänger.
Daneben verfasste er zwei Nummern für das Ballett Giselle von Adolphe Adam (1841) sowie die Musik zum seinerzeit äußerst beliebten Ballett La Péri (1843) nach einem Libretto von Théophile Gautier und dem Choreographen Jean Coralli. Die anspruchsvolle Titelrolle entstand für Carlotta Grisi, eine der berühmtesten Tänzerinnen ihrer Zeit. Spektakulär war die Szene Le Rêve, in der sich die Grisi aus einer Wolke drei Meter tief in die Arme ihres Partners Lucien Petipa fallen ließ.
Am 1. Februar 1844 erfolgte in der Grand Opéra in Paris die Uraufführung der Ballett-Pantomime Lady Henriette, ou la servante de Greenwich. Die Musik schufen Friedrich Burgmüller, Friedrich von Flotow und Edouard Deldevez. Das Libretto stammte von Jules-Henri Vernoy de Saint-Georges.